# تلقيح فعال
التلقيح الفعال هو حثّ المناعة بعد التعرّض للمستضد . الأجسام المضادة يتمّ تكوينها من قبل المتلقّي ويمكن تخزينها بشكل دائم.
التلقيح الفعّال يمكن أن يحدث طبيعيّاً عند تلقّي جرثومة أو مستضدّ آخر من قبل الشخص الّذي لم يتّصل حتّى الآن بالجرثومة وليس لديه أجسام مضادة مسبقة الصّنع للدفاع. الجهاز المناعي سيشكّل أخيراً الأجسام المضادة للجرثومة, لكن هذه عمليّة بطيئة , وإذا كانت الجرثومة قاتلة, قد لا يكون هناك وقت كافٍ للأجسام المضادّة لتكون جاهزة للاستخدام .
التلقيح الفعال الاصطناعي حيث يتمّ حقن الجرثومة إلى الشخص قبل أن يكونوا قادرين على أخذه طبيعيّاً. الجرثومة معالجة, بحيث لا يمكنها أذيّة الشخص المصاب. وفقاً لنوع المرض, تعمل هذه التقنيّة أيضاً بالجراثيم الميتة, أجزاء من الجرثومة, أو سموم معالجة من الجرثومة.